# Przemysław Hauser (historyk)
Przemysław Hauser (ur. 18 maja 1942 w Ostrowie Wielkopolskim) – polski historyk, profesor. Specjalizuje się w tematyce historii relacji polsko-niemieckich w XX wieku i mniejszości niemieckiej w II Rzeczypospolitej. Znawca brydża.

## Życiorys
W 1973 obronił pracę doktorską Mniejszość niemiecka w województwie pomorskim w latach 1920–1939 napisaną pod kierunkiem prof. Antoniego Czubińskiego. Habilitował się w 1983 na podstawie maszynopisu rozprawy Niemcy wobec sprawy polskiej. Październik 1918 – czerwiec 1919. W 1991 został profesorem nadzwyczajnym UAM. W 1996 uzyskał tytuł naukowy profesora, a w 2000 został powołany na stanowisko profesora zwyczajnego.
W latach 1990–1996 był wicedyrektorem Instytutu Historii Uniwersytetu im. Adama Mickiewicza. W latach 1996–2002 sprawował funkcję prorektora UAM. 
W latach 1999 – 2000 kierował  Zakładem Historii Powszechnej XIX i XX w. a następnie do 2012 był kierownikiem Zakładu Najnowszej Historii Polski w Instytucie Historii UAM.

## Publikacje
Autor około 200 publikacji naukowych i popularnonaukowych:

### Książki i druki zwarte
- Mniejszość niemiecka w województwie pomorskim w latach 1920–1939 (Wrocław 1981)
- Niemcy wobec sprawy polskiej. Październik 1918 – czerwiec 1919 (Poznań 1984)
- Sejm Rzeczypospolitej o Pomorzu w 1920 roku. Sprawozdanie Komisji Pomorskiej (Gdańsk 1985) razem z Józefem Borzyszkowskim
- Potyczki przy zielonym stoliku. Rzecz o brydżu i brydżystach w II Rzeczypospolitej (Warszawa 1989, wyd. II, Poznań 1996)
- Śląsk między Polską, Czechosłowacją a separatyzmem. Walka Niemiec o utrzymanie prowincji śląskiej w latach 1918–1919 (Poznań 1991)
- Kolonista niemiecki na ziemiach polskich w XIX i XX wieku. Mit i rzeczywistość (Poznań 1994)
- Mniejszość niemiecka na Pomorzu     w okresie międzywojennym (Poznań 1998)
- Powrót na mapę. Walka o granice państwa polskiego po I wojnie światowej (Poznań 2010)
- Przedstawiciele mniejszości niemieckiej w parlamencie II Rzeczypospolitej (Warszawa 2014)

### Redakcja naukowa
- Pamiętnik XV Powszechnego Zjazdu Historyków Polskich. T. III Red. Przemysław Hauser (Gdańsk – Toruń 1995)
- Deutsche und Polen zwischen den Kriegen : Minderheitenstatus und "Volkstumskampf" im Grenzgebiet : amtliche Berichterstattung aus beiden Ländern 1920–1939. Hrsg. von Rudolf Jaworski und Marian Wojciechowski; Bearb. von Mathias Niendorf und Przemysław Hauser (München, New Providence, London, Paris 1997)
- Słownik polityków polskich XX wieku, razem ze Stanisławem Żerko (Poznań 1998)
- Alma Mater Posnaniensis. W 80. rocznicę utworzenia Uniwersytetu w Poznaniu. Red. Przemysław Hauser, Tomasz Jasiński i Jerzy Topolski (Poznań 1999)
- Dzieje Witkowa. Red. Przemysław Hauser (Poznań 2010)
- Dwa dwudziestolecia. Geopolityka – Państwo – Społeczeństw. Red. Przemysław Hauser i Witold Mazurczak (Poznań 2010)